# نینا کوستوریکا
نینا کوستوریکا (انگلیسی: Nina Kusturica؛ زادهٔ ۱۹۷۵) کارگردان فیلم اهل اتریش است. او در دانشگاه موسیقی و هنرهای نمایشی در وین مشغول به تحصیل در رشته فیلمنامه‌نویسی بود.